# Аз-Зухруф
Аз-Зухруф (араб. الزخرف — Украшения) — сорок третья сура Корана. Сура мекканская.  Состоит из 89 аятов.

## Содержание
В суре упоминается история Ибрахима, затем рассказывается о том, что неверные мекканцы считали ниспослание Корана Мухаммаду, а не кому-либо из знати Мекки или ат-Таифа, слишком большой честью для него.
Далее в суре говорится, что если бы не было так отвратительно от мысли, что все люди станут неверными, неверным были бы дарованы все блага и украшения этой жизни. В суре приводится история Мусы и Фараона и рассказывается о том, что Фараон прельстился своей властью и какое наказание от Аллаха постигло Фараона и его народ в возмездие за их деяния. Потом в суре приводится история сына Марьям и указывается, что он раб Аллаха, которому он даровал из своей милости и который призывал к прямому пути. Затем сура рассказывает об ужасах Дня воскресения, устрашает нечестивцев наказанием этого Дня и сообщает добрую весть верующим: для них Аллах уготовил рай, где они будут довольны тем, что уготовил им Аллах.

 Ха. Мим. ۝ Клянусь Ясным Писанием! ۝ Воистину, Мы сделали его Кораном на арабском языке, чтобы вы могли уразуметь. ۝ Воистину, он находится у Нас в Матери Писания (Хранимой скрижали). Он возвышен, преисполнен мудрости. ۝ Неужели Мы отвратим от вас Напоминание (Коран) из-за того, что вы - народ излишествующий? ۝ Сколько пророков Мы отправляли к первым поколениям! ۝ Но какой бы пророк ни приходил к ним, они издевались над ним. ۝ Мы погубили тех, которые превосходили их мощью, и уже миновали примеры прежних поколений. ۝ Если ты спросишь их: «Кто сотворил небеса и землю?» - они непременно скажут: «Их сотворил Могущественный, Знающий». ۝ Он сделал для вас землю колыбелью и создал для вас на ней дороги, чтобы вы могли следовать прямым путём. ۝ Он ниспослал с неба воду в меру, и ею Мы оживили мёртвую землю. Таким же образом вы будете выведены из могил. ۝ Он сотворил всякие пары животных и растений и создал для вас среди кораблей и скотины те, на которых вы ездите, ۝ чтобы вы поднимались на их спины (или палубы), а затем поминали милость вашего Господа после того, как поднялись на них, и говорили: «Пречист Тот, Кто подчинил нам это, ведь мы сами на такое были неспособны. ۝ Воистину, мы вернёмся к нашему Господу». 
—  43:1—14 (Кулиев)